# Cristolț
Cristolț is een Roemeense gemeente in het district Sălaj.
Cristolț telt 1458 inwoners.